# Otto Kasper

Otto Kasper (2020)

Otto Kasper (* 27. Oktober 1954 in Singen (Hohentwiel)) ist ein deutscher Fotograf, Werbedesigner, Erfinder, Akustiker, Buchautor und Verleger. Er wurde durch seine Aufnahmen für Werbekampagnen sowie Buch- und Kalenderpublikationen international bekannt. Kasper lebt und arbeitet am Bodensee.

## Leben und Wirken

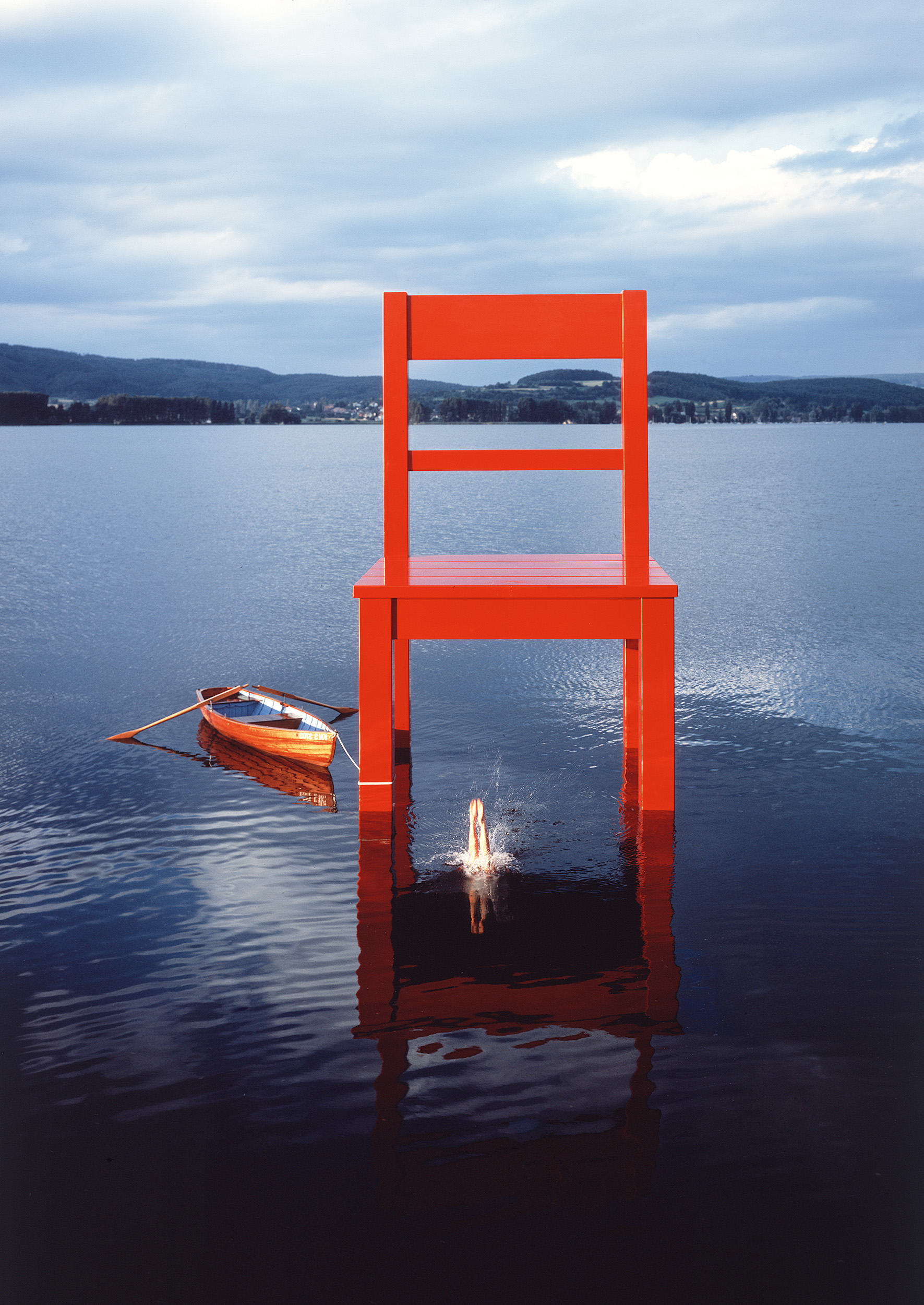
Otto Kasper, preisgekrönte Fotografie Roter Stuhl mit Taucher

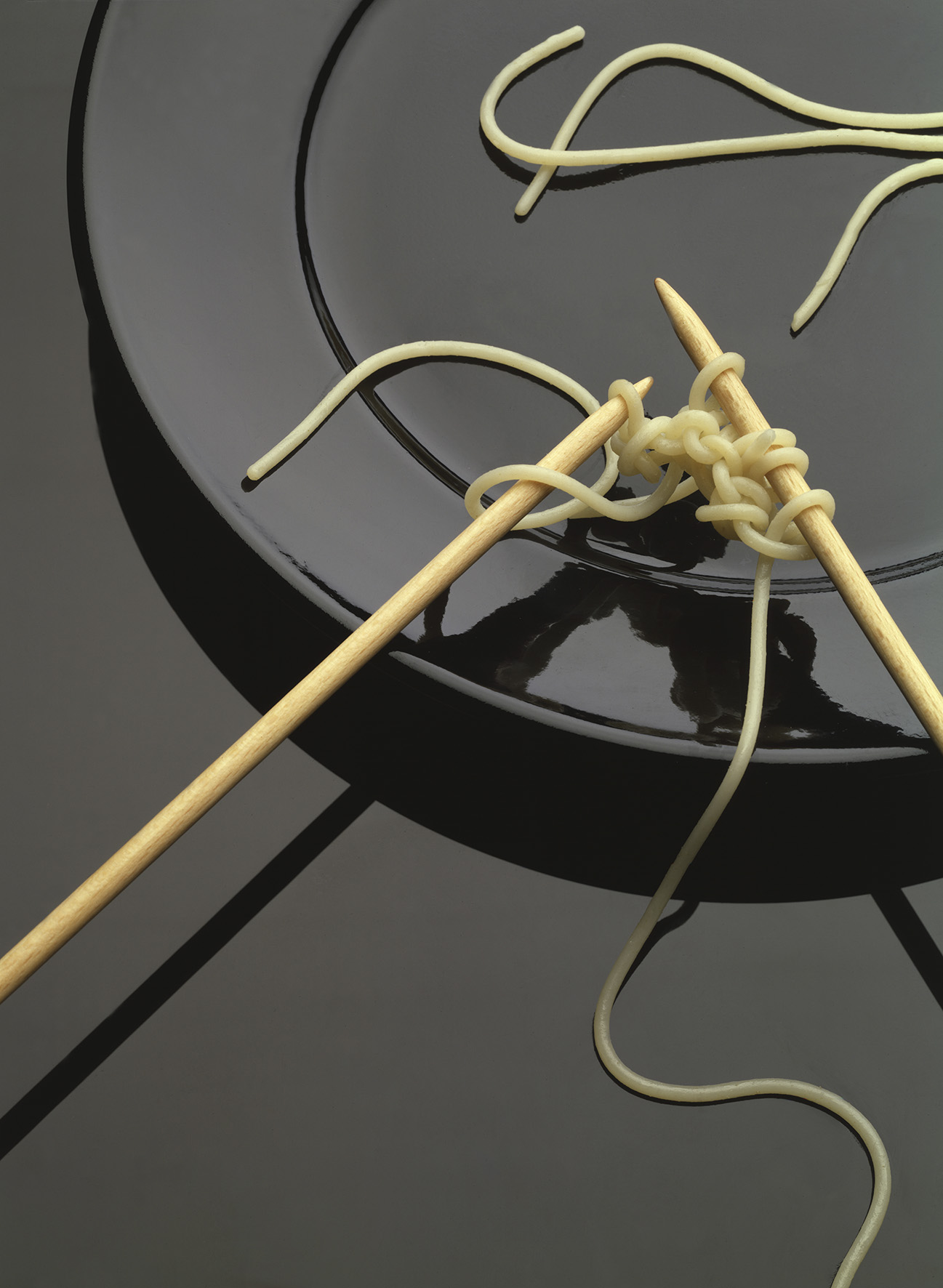
Otto Kasper, preisgekrönte Fotografie Spaghetti

Otto Kasper entdeckte als vierzehnjähriger Schüler die Fotografie, gefördert durch einen Lehrer. Er verkaufte seine Modelleisenbahn und richtete sich im Kinderzimmer ein Fotolabor ein. 1972 begann er in Freiburg die Ausbildung zum Werbefotografen. 1977 machte sich Otto Kasper dort als Fotograf selbständig. Ein Jahr später zog er an den Bodensee und eröffnete sein erstes eigenes Studio. Er kehrte der Werbung den Rücken und widmete sich der Kunstfotografie. Regelmäßig traf er sich in dieser Zeit mit seinem Lehrer, dem Folkwang und Otto-Steiner-Schüler Toni Schneiders in Lindau.
In den ersten Jahren bis 1981 entstanden acht Bildbände. Kasper kreierte nun als Fotodesigner einen eigenen, avantgardistischen Fotostil, inspiriert durch die New Yorker Stilllifer-Szene um Phil Marco. 1982 wurde Kasper in den BFF Berufsverband Freie Fotografen und Filmgestalter berufen. Es entstanden die ersten Kasper-Kalender um Spaghetti, Haushaltsgegenstände, Kameras. Dafür erhielt er mehrfach in Folge den Kodak-Kalenderpreis, den Preis des grafischen Klubs Stuttgart, die Auszeichnung beim ADC Tokyo und eine Nominierung beim ADC New York. 1987 erfolgte der Umzug in Europas größtes, von ihm erbautes Tageslichtstudio in Rielasingen, nahe dem Bodensee. Hier entstanden seine „Inszenierungen“.
International bekannt wurde Kasper 1988 durch seine Fotoperformance mit dem Original des zehn Meter hohen „Roten Stuhl“, die weltweit von 80 Magazinen wie Stern, Life, New Look oder Illustré begleitet wurde. Dabei lernte er in Paris Gökşin Sipahioğlu, den Gründer von sipa Press, der größten Fotoagentur Frankreichs kennen, der die weltweite Repräsentanz von Kasper übernahm. Der rote Stuhl wurde bis heute tausendfach kopiert. Ab 1989 entwickelte Kasper als Fotoartist und Art Director in einer Person seinen eigenen Stil für visuelle Erscheinungsbilder in Werbekampagnen.
Er arbeitete u. a. für Alno, Audi, Blum, Bosch, Kodak, USM, Sedus und Siemens. Seit 1993 arbeitet er für Riedel-Glas, dessen visuelles Erscheinungsbild er entwarf. Sein in Deutschland berühmtestes visuelles Grundmotiv ist die Insel an der Wiehltalsperre für die Krombacher-Werbung, das 1998 entstand.
Ab 1996 entwickelte Kasper die Idee der „Livingwelten“ für den Heine Versand, der zur Otto-Group gehört. Diese aufwendigen Inszenierungen von mediterranen Wohnwelten im Ethnostyle wurden an der Côte d’Azur und auf Mallorca bis 2012 von ihm selbst produziert.
Als einer der Pioniere der Digitalfotografie in Europa gilt Kasper seit 1994, als er im Auftrag der Eastman Kodak aus Rochester (USA) mit den ersten One-Shot-Kameras Fotografien anfertigte, die auf der Photokina in Köln im selben Jahr der Fachwelt präsentiert wurden. Seine öffentliche Ankündigung, dass der Film zur Jahrtausendwende obsolet würde und die Industriekunden ihre Bilder selbst herstellen könnten, brachte ihm in Kollegenkreisen Spott und Häme ein.
Das führte 1998 dazu, dass sich Kasper um seine neue Idee Fahrzeugwerbung kümmerte. Die kompletten Seitenflächen von LKWs beklebte er mit Riesenpostern, die witzige Motive zeigten. Im gleichen Jahr und den folgenden gewann er für seine fotografischen Pionierarbeiten der mit Digitaldrucken beklebten Lastwagen die Goldmedaille im Plakat-Grand Prix des deutschen Fachverbands Außenwerbung.
Ab 1999 gestaltete er das neue Erscheinungsbild der Deutsche Post für den über 75.000 Fahrzeuge umfassenden Fuhrpark. Für die Werbekampagne zum Börsengang 2000 wurden die gelben Fahrzeuge von Kasper zum zentralen Werbeträger umgestaltet und eingesetzt.

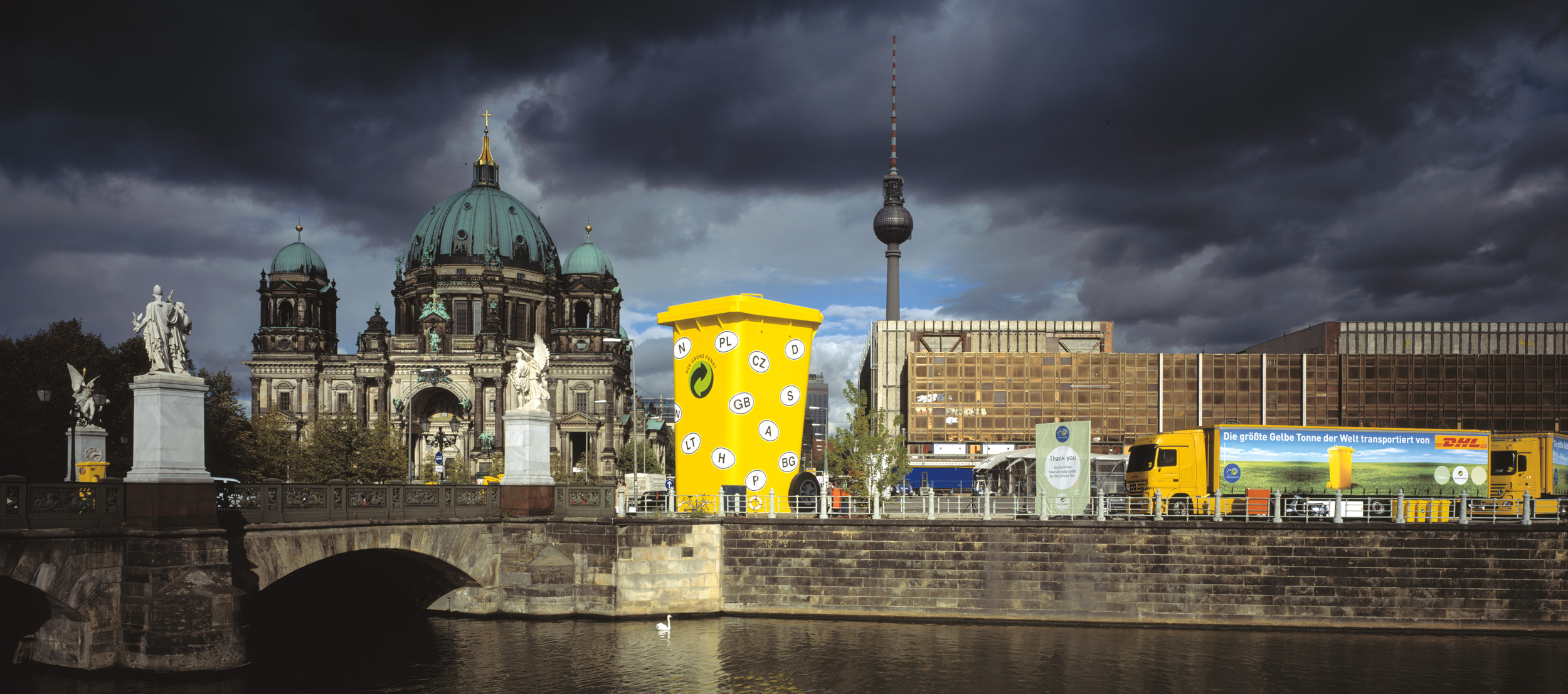
Otto Kasper, Werk für Gelbe Tonne und DHL

2002 übernahm die Deutsche Post den weltweiten Paketdienstleister DHL. Kasper wurde mit dem Relaunch für alle Fahrzeuge, Flugzeuge, Gebäude und Bekleidung in 220 Ländern beauftragt. In diesen Jahren entstanden auch Kampagnen zur Außenwerbung für die Postbank, OBI, Bundeswehr und Grüner Punkt, die von Otto Kasper und seinem Team entwickelt und begleitet wurden.
2008 entschied sich Kasper an den Bodensee zurückzukehren und zusammen mit seinen Kindern ein neues Unternehmen aufzubauen. Aus den bestehenden Abteilungen Digital- und Stoffdruck sowie Kulissenbau entwickelte sich ein Unternehmen für kreative Werbetechnik. Seit 2010 beschäftigt sich Otto Kasper unter Einbezug wissenschaftlicher Untersuchungen mit der Gestaltung des Arbeitsplatzes der Zukunft als „Ort an dem Menschen sich wohlfühlen“.

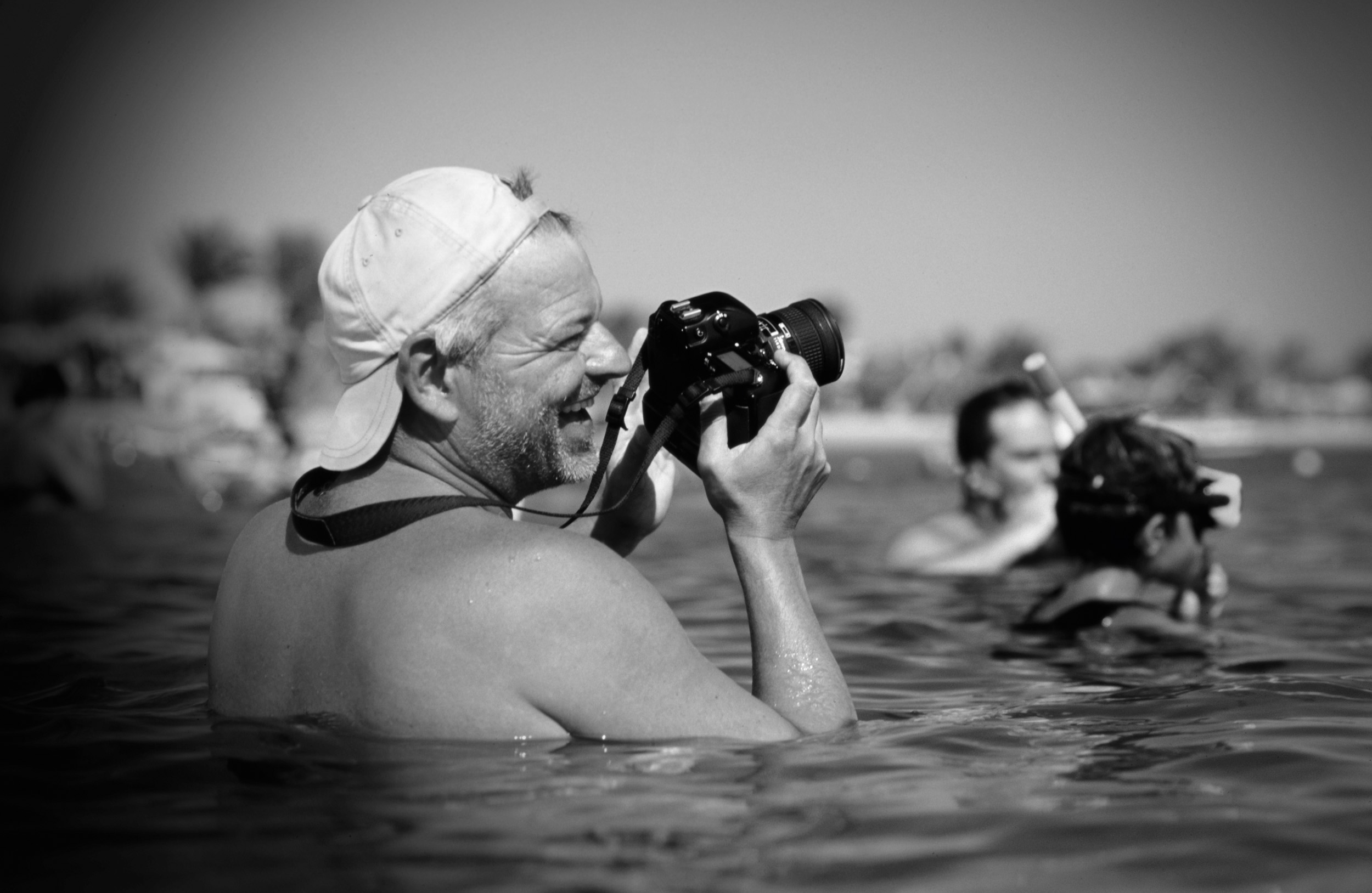
Otto Kasper auf Location Shooting (2004)

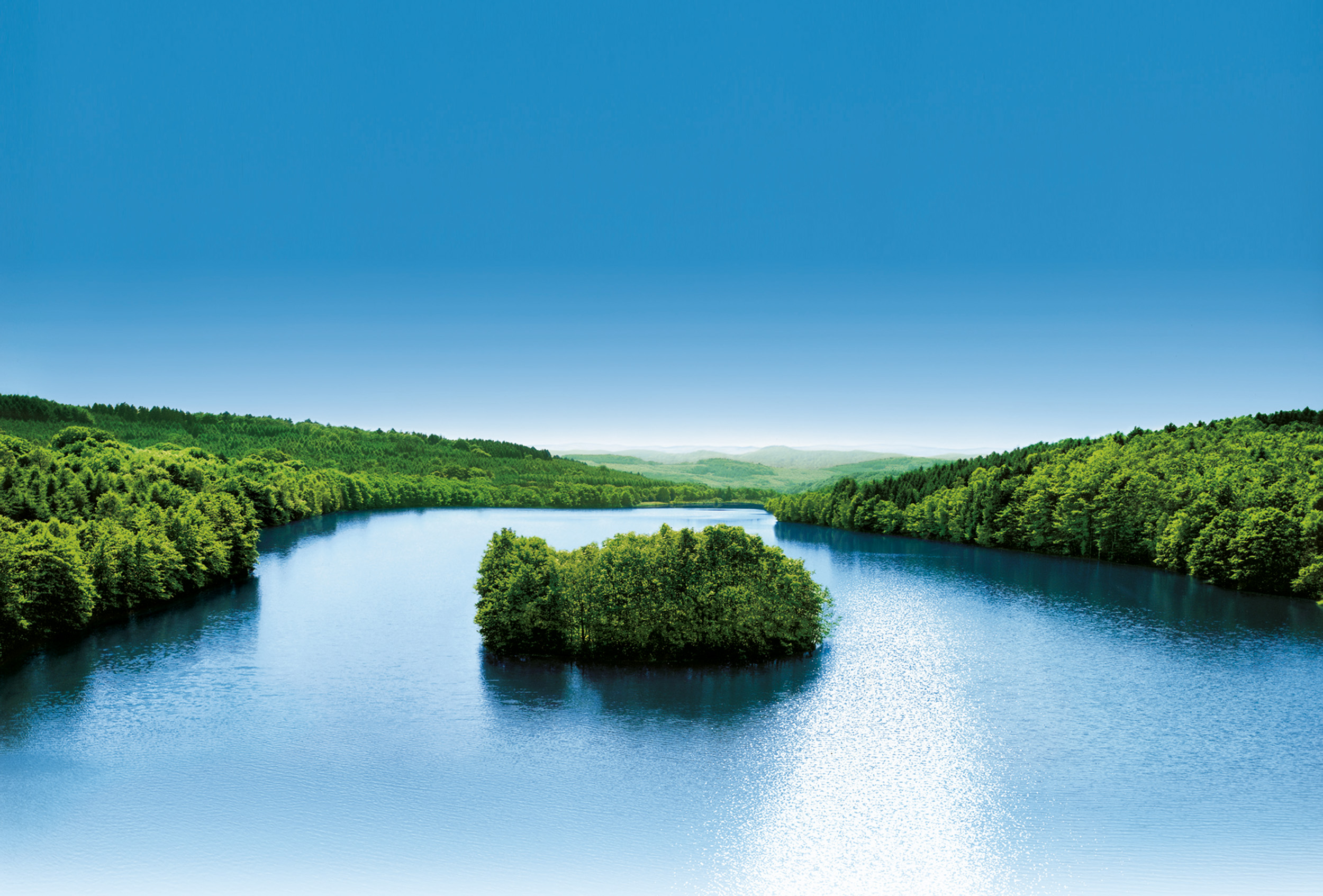
Otto Kasper, Werbekampagne für Krombacher

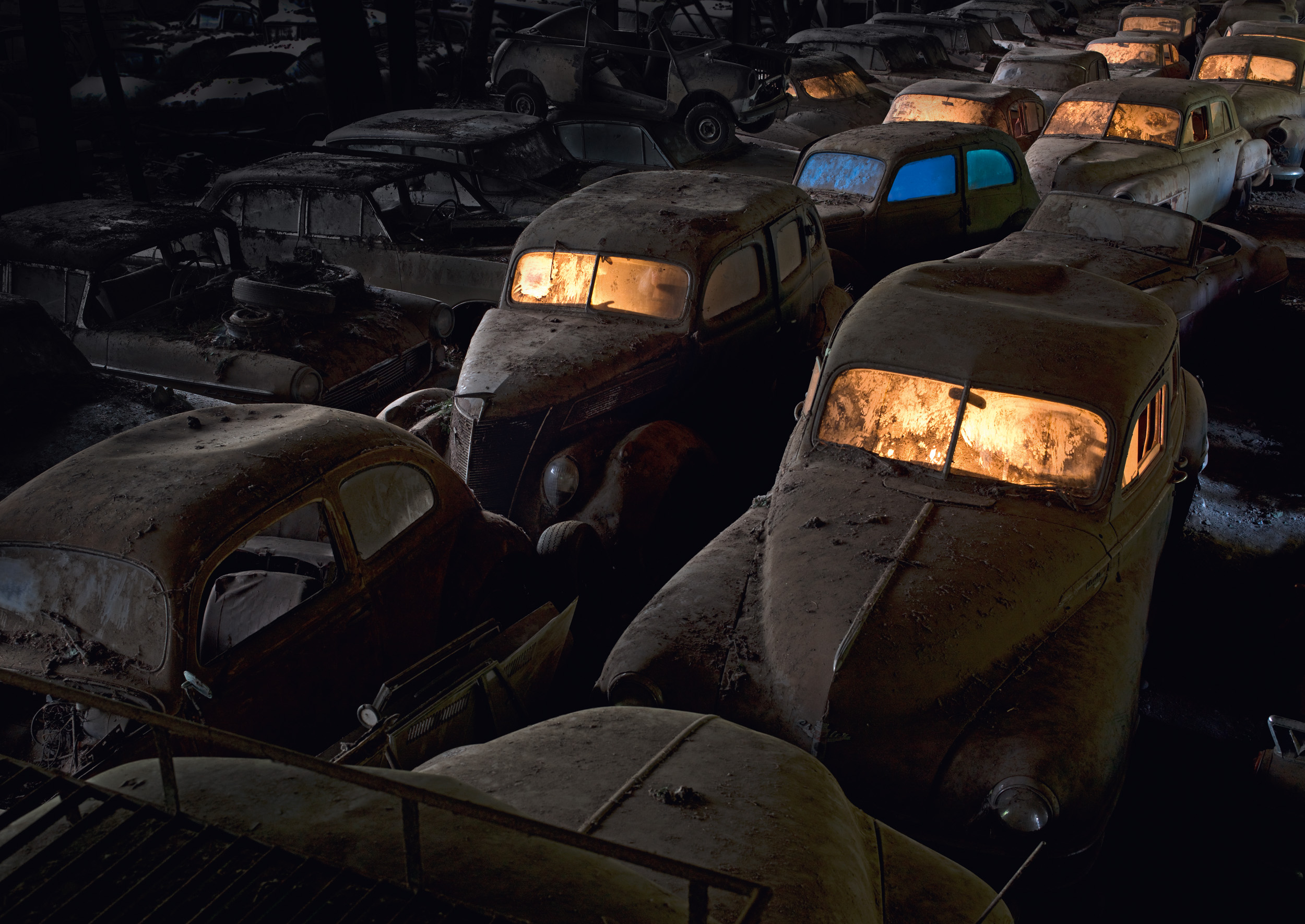
Otto Kasper, Fotoshooting für Kalender Himmelfahrtskommando

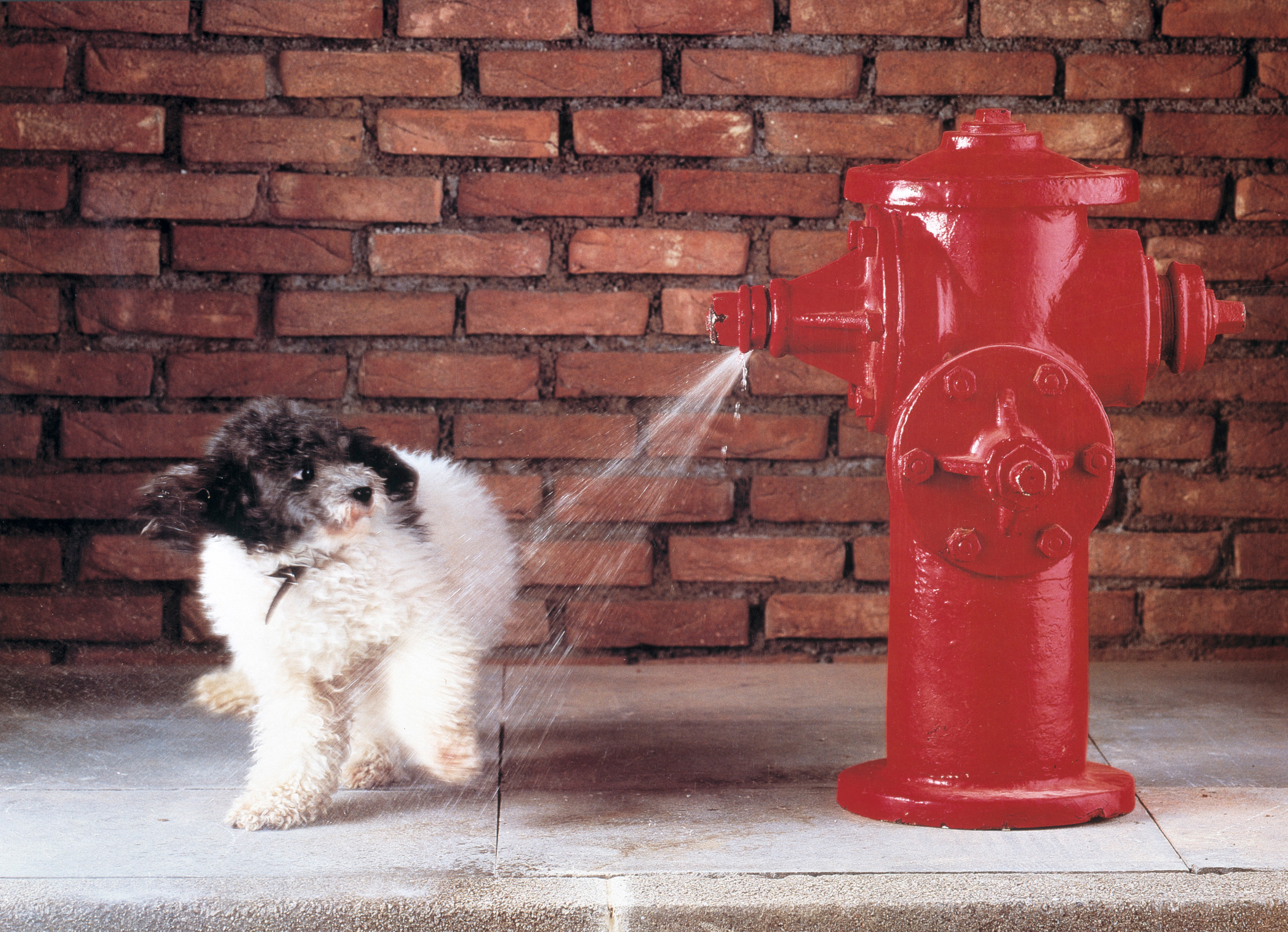
Otto Kasper, Fotografie Hund und Hydrant

## Mitgliedschaften
- 1982–heute: Berufsverband Freier Fotografen und Filmgestalter[1]
- 1978–heute: Deutscher Journalisten-Verband

## Auszeichnungen
- 1983: Kodak Farbfotokalenderpreis
- 1983: Kalenderschau: Anerkennungspreis des Graphischen Klubs Stuttgart
- 1984: Kalenderschau: Anerkennungspreis des Graphischen Klubs Stuttgart
- 1984: ADC Tokyo, Bronze Award
- 1985: Kalenderschau: Anerkennungspreis des Graphischen Klubs Stuttgart
- 1985: Kodak Farbfotokalenderpreis
- 1986: Kodak Farbfotokalenderpreis
- 1986: ADC New York Nominierung
- 1990: Kodak Farbfotokalenderpreis
- 1990: Kalenderschau: Anerkennungspreis des Graphischen Klubs Stuttgart
- 1991: ADC New York Merit Award
- 1998: Deutscher Plakat Grand Prix, Gold
- 2000: Deutscher Plakat Grand Prix, Sonderpreis der Jury
- 2002: Deutscher Plakat Grand Prix, Gold
- 2021: ICMA Award of Excellence für Buch "Workplace Living"

## Werk

### Bücher
- Workplace Living. Buch und Fotografie von Autor Otto Kasper. 2020. 276 Seiten. ISBN 978-3-947572-66-3.
- Bodensee Goldene Schale. Thorbecke, 1980. Autor Herbert Berner, Fotografie Otto Kasper. ISBN 3-7995-1064-8.
- Waldkirch ist schön von Gelegenheit. Fotografie Otto Kasper. 1980, ISBN 3-921340-25-X.
- Schemmerhofen. Buch von Adolf Schahl und Siegfried Krezdorn. Fotografie Otto Kasper.1980, ISBN 3-7995-1065-6.
- Bonndorf – Stadt auf dem Schwarzwald. Fotografie Otto Kasper. 1980, ISBN 3-921340-11-X.
- Die Bürger von Hall: Sozialgeschichte einer Reichsstadt, 1216-1802. Buch von Gerd Wunder. Fotografie Otto Kasper. 1980, ISBN 3-7995-7613-4.
- Herr Biedermeier in Baden. Autoren Herwig John, Konrad Krimm. Fotografie Otto Kasper. 1981, ISBN 3-8062-0271-0.
- Der Landkreis Sigmaringen: Geschichte und Gestalt. Buch von Gregor Richter. Fotografie Otto Kasper. 1981, ISBN 3-7995-1066-4.
- Singen. Autoren Otto Kasper, Herbert Berner. Übers.: Alfred H. Kayser. Konstanz Stadler, 1987, ISBN 3-7977-0155-1.
- Portugal. Buch von Otto Kasper und Gustav Faber, 1983, ISBN 3-7654-1878-1. Neuauflage: 1992, ISBN 3-7654-2552-4.
- Daheim im Landkreis Konstanz. Autor Franz Götz, Abbildungen von Otto Kasper, 1986, ISBN 3-7977-0125-X.
- Mercedes-Benz-Museum. Autor Fritz B. Busch. Fotografie Otto Kasper. Stadler Verlag, 1991, ISBN 3-7977-0230-2.
- Inszenierungen. 1992, ISBN 3-9803028-0-6.
- Schätze am Weg: ein Spaziergang durch den Landkreis Konstanz mit Robert Maus. Buch von Otto Kasper und Robert Maus, 1998, ISBN 3-7977-0375-9.
- Espresso, Cappuccino und Co. Markus J. M. Bihler, Gestaltung und Fotografie Otto Kasper.1998, ISBN 3-9803028-1-4.
- Singen: eine fotografische Zeitreise. Buch von Otto Kasper, Text Fritz Götz und Christoph Greuter. 1999, ISBN 3-9806273-0-6.
- Höri – Paradiesische Halbinsel im Bodensee. Buch von Otto Kasper, Fotografie Otto Kasper, Hans Noll, Texte Franz Götz. 2001, ISBN 3-9806273-3-0.
- Das Postkartenbuch. Konzeption Otto Kasper, Fotografie Otto Kasper, Hans Noll. 2004, ISBN 3-980-3028-5-7.
- Himmelfahrtskommando 2010. ISBN 978-3-9803028-7-6.

### Publikationen
- International Photo Technik. 2/83, Wer macht denn so was
- Le Professionell. 4.1985, „Fotografie“
- Lens on Campus. 3.1985, Otto Kaspers Tales of the Unexpected
- Photograph. 6.85, Perfektion im Großformat am Beispiel eines aussergewöhnlichen Kalenders
- Bunte. 20.6.1986, Keine Angst vor Spaghetti
- Illustré. 30.3.1988, Mégalochaise
- Newlook. 9.1988, Dossier confidentiel
- Novum. 9.1988, Otto Kasper (GER)
- Life. 2.1989, Noodle Doodle
- Newlook. 7.1989, Pâtes à modeler
- Photographie. 3/89, Otto Kasper … der mit dem Stuhl
- Schaffhauser Nachrichten. 12.2.92, Traumberuf Fotograf
- Novum. 1.1996, Otto Kasper Studios
- Foto contact. 8.99, Premiere in den Otto Kasper Studios
- Badische Neueste Nachrichten. 24.7.2000, Der größte Liegestuhl der Welt auf der Rheinbrücke Stein am Rhein
- Mallorca Zeitung. 12/2004, Wunderbares Licht für Deko-Aufnahmen
- Deutscher Drucker. 15.9.2005, Vom Fotostudio zur kreativen Verkehrsmittelwerbung
- Nfm Nutzfahrzeuge Management. 2005, Rollende Plakatwände
- Plakativ. 4/2005: Circus Ideas zeigt Größe von Recycling
- Plakativ. 3/2008: Schneller Fassadenwechsel täglich neu
- Acquisa. 11/2009, Immer in Bewegung
- Page. 10.2000, Lichtregie Mercedes Benz Shooting
- Akzent. 10.2013, Infrafotto – Starfotograf Otto Kasper sieht die Höri mit anderen Augen
- Deutscher Drucker. 30.10.2014, Big is beautiful
- Spiegel Online 8/1989. Otto Kasper[2]
- Zeit Blicke, 30 Jahre Fotografie in Deutschland, https://d-nb.info/957415419/04